# Fabrizio Meoni
Fabrizio Meoni (31. prosince 1957, Castiglion Fiorentino (Provincie Arezzo, Itálie) – 11. ledna 2005, mezi městy Atar a Kiffa, Mauritánie) byl italský off-road a motocyklový závodník.
Na motocyklu KTM zvítězil v ročnících 2001 a 2002 Rallye Dakar. Zemřel 11. ledna 2005 po pádu z motocyklu KTM mezi prvním a druhým kontrolním bodem jedenácté etapy 27. ročníku dakarské rallye. Po odjezdu od druhého kontrolním bodu upadl na 184. kilometru a zlomil si vaz. Přes oživovací pokusy, které trvaly 45 minut, zemřel. Francouzi používají stejný výraz pro úmrtí a infarkt (zástavu srdce) a vzhledem k mylnénu výkladu se mezi zúčastněnými velmi rychle rozšířila mylná verze o zástavě srdce. Dvanáctou etapu závodníci k uctění jeho památky neodjeli.
Fabrizio Meoni se stal 45. obětí Rallye Dakar, v pořadí 11. motocyklistou.

## Vítězství
- 1996 - Rallye faraónů
- 1997 - Rallye Tunis
- 1998 - Rallye faraónů
- 1999 - Rallye faraónů, Rallye Dubaj
- 2000 - Tuniská rallye, Rallye faraónů a světový pohár
- 2001 - Rallye Paříž-Dakar, Tuniská rallye, Rallye faraónů
- 2002 - Rallye Paříž-Dakar
- 2003 - Tuniská rallye